# فليكس سانشيز
فليكس سانشيز (بالإنجليزية: Félix Sánchez) ولد في نيويورك يوم 30 أغسطس 1977 هو رياضي من جمهورية الدومينيكان متخصص في 400 متر حواجز . فاز بلقبين في الألعاب الاولمبية واثنين في بطولة العالم.

## روابط خارجية
- فليكس سانشيز على موقع الاتحاد الدولي لألعاب القوى (الإنجليزية)
- فليكس سانشيز على موقع الدوري الماسي (الإنجليزية)
- فليكس سانشيز على موقع اللجنة الأولمبية الدولية (الإنجليزية)
- فليكس سانشيز على موقع أوليمبيديا (الإنجليزية)